# Garrett Clayton
Gary Michael Clayton (Dearborn, Wayne megye, Michigan, 1991. március 19. –) amerikai színész, énekes.
Legismertebb alakítása Tanner a Tengerparti Tini Mozi (2013) és a Tengerparti tini mozi 2. (2015) című filmekben. A King Cobra című 2016-os életrajzi filmben is szerepelt.

## Élete és pályafutása
2012 decemberében Ralph Macchio mellett szerepelt a Spin című filmben, mint Blake.
2013-ban Tannerként szerepelt a Tengerparti Tini Mozi című filmben és a Hairspray című musicalben is játszott.
Mellékszerepelt a The Fosters első évadában.
2016-ban szerepelt a Hairspray Live! című különkiadásban.

## Magánélete
2018-től Clayton kapcsolatban van Blake Knight-nel. 2019 januárjában Clayton bejelentette,hogy eljegyezték egymást. 2021-ben házasodtak össze.

## Filmográfia

### Film
| Év   | Magyar cím               | Eredeti cím                                 | Szerep         | Magyar hang     |
| ---- | ------------------------ | ------------------------------------------- | -------------- | --------------- |
| 2019 |                          | The Adventures of Bunny Bravo               | Papaya         |                 |
| 2019 |                          | Peel                                        | Chad           |                 |
| 2018 |                          | Reach                                       | Steven         |                 |
| 2018 |                          | The Last Breakfast Club                     | Brian          |                 |
| 2018 |                          | Between Worlds                              | Mike           |                 |
| 2017 |                          | Young Blood                                 | Jackson Stone  |                 |
| 2017 |                          | Back to the '90s                            | Énekes         |                 |
| 2016 |                          | Alien Hunter                                | Zack           |                 |
| 2016 |                          | King Cobra                                  | Brent Corrigan |                 |
| 2016 |                          | Don't Hang Up                               | Brady Mannion  |                 |
| 2016 |                          | Welcome to Willits                          | Zack           |                 |
| 2015 | Tengerparti tini mozi 2. | Teen Beach 2                                | Tanner         | Markovics Tamás |
| 2013 | Tengerparti Tini Mozi    | Teen Beach Movie                            | Tanner         | Markovics Tamás |
| 2012 |                          | Holiday Spin                                | Blake          |                 |
| 2012 |                          | The Oogieloves in the Big Balloon Adventure | táncoló asztal |                 |
| 2011 |                          | Love, Gloria                                | Tad            |                 |
| 2010 |                          | Virginia                                    | fiú            |                 |
| 2009 |                          | Magic Mentah                                | Sander         |                 |
| 2008 |                          | The Tower                                   | zombi          |                 |

### Televízió
| Év         | Magyar cím             | Eredeti cím                         | Szerep         | Megjegyzések                                  |
| ---------- | ---------------------- | ----------------------------------- | -------------- | --------------------------------------------- |
| 2020       |                        | World's Funniest Animals            | önmaga         | vendég                                        |
| 2016       |                        | Hairspray Live!                     | Link Larkin    | televíziós különkiadás                        |
| 2016       |                        | The Real O'Neals                    | Ricky          | 1 epizód: The Real Lent                       |
| 2015       | 100 dolog a gimi előtt | 100 Things to Do Before High School | Stephen Powers | 1 epizód: Túlélni a vírustámadást!            |
| 2014, 2016 |                        | The Fosters                         | Chase          | mellékszereplő                                |
| 2013       | Jessie                 | Jessie                              | Earl           | 1 epizód: A vakrandi                          |
| 2013       | Ügyféllista            | The Client List                     | Billy          | 1 epizód: What Kind of Fool Do You Think I Am |
| 2010       | Indul a risza!         | Shake It Up                         | Dylan          | 1 epizód: A parti                             |
| 2010       |                        | Days of our Lives                   | Eli            | 1 epizód: 29 April 2010                       |